# Schaffhouse-près-Seltz
Schaffhouse-près-Seltz là một xã thuộc tỉnh Bas-Rhin trong vùng Grand Est đông bắc Pháp.